# Био-Био (река)
Би́о-Би́о (исп. Río Bío-Bío) — вторая по величине река в Чили. Длина — 380 км, площадь бассейна — 23 920 км². Протекает примерно в 500 км к югу от Сантьяго.
Берёт начало из ледника на склоне вулкана Льяйма и озёр Икальма и Галлетуэ на западных склонах Патагонских Анд. Крупнейший приток — река Лаха. Устье находится у города Консепсьон, где Био-Био впадает в Арауканский залив на побережье Тихого океана и образует эстуарий шириной до 3 км.
В устье — песчаный бар. В нижнем течении на Био-Био расположены крупные города, такие как Ла-Лаха, Насимьенто и Санта-Барбара.

## Исторические сведения
Река Био-Био была открыта испанским конкистадором Хуаном Баутистой Пастене в 1544 году. Долгое время река образовывала границу между владениями испанцев и землями индейских племён Пикунче и Мапуче. Практически три столетия продолжалась Арауканская война. В 1647 году на реке Био-Био был заключён мирный договор между испанцами и мапуче, в котором Био-Био ещё раз подтверждалась как граница. Однако испанцы её неоднократно нарушали и уже в 1655 году вспыхнули новые восстания индейцев.

## Экономика и экология
Всемирную известность река обрела благодаря сопротивлению индейцев пеуэнче против планов сооружения плотины Ралько. Чилийско-испанская энергетическая компания Endesa уже с конца 1970-х годов вынашивала планы по построению шести крупных плотин на реке Био-Био. В 1997 году была завершена первая из них у населённого пункта Панге. Возникающие с тех пор затопления затрагивают большие территории пеуэнче и разрушают их традиционные рыболовные ареалы. Вся экология нижнего течения Био-Био из-за плотин сильно изменилась. 16 сентября 2003 года пеуэнче заключили договор с чилийским правительством, по которому они получили компенсацию за причинённый им ущерб. Вторая плотина у Ралько была сооружена в 2004 году.

## Туризм
Близ устья около 22 км реки относится к территории города Сан-Педро-де-ла-Пас. Лагуны Laguna Grande и Laguna Chica открывают очень красивую панораму и предоставляют хорошую возможность для пеших походов. Био-Био также очень популярен среди плавающих на байдарках и занимающихся рафтингом. Долины реки Valle del Bío-Bío и Valle del Itata образуют самые южные винодельческие угодья Чили.